# Negue
Negue é um samba-canção composto por Adelino Moreira e Enzo de Almeida Passos. Foi gravado pela primeira vez por Carlos Augusto em 1960, tendo sido lançado como um single no mesmo ano, em um disco de 78 rotações, pela gravadora EMI-Odeon. Nos anos seguintes, a música viria a se tornar um grande sucesso, sendo a canção mais gravada de Adelino Moreira, recebendo versões de Nelson Gonçalves, Cauby Peixoto, Agostinho dos Santos, Joanna, Elymar Santos, Pery Ribeiro, Angela Maria, Carlos Nobre, Maria Bethânia, Cesária Évora e Camisa de Vênus.
A letra inicia assim:

Negue seu amor, o seu carinho

Diga que você já me esqueceu

Pise, machucando com jeitinho

Este coração que ainda é seu

Diga que meu pranto é covardia

Mas não se esqueça

Que você foi meu um dia...

## Resposta
De acordo com Zezé Di Camargo, a letra de sua composição "É o Amor", presente no primeiro álbum de sua parceria com seu irmão, a dupla Zezé Di Camargo & Luciano, de 1991, foi escrita como uma resposta ao melancólico fim de relacionamento cantado no samba-canção.
Eu não vou negar que sou louco por você

Tô maluco pra te ver

Eu não vou negar

Eu não vou negar, sem você tudo é saudade

Você traz felicidade

Eu não vou negar.